# Roch-Olivier Maistre
Pour les articles homonymes, voir Maistre.
Roch-Olivier Maistre est un haut fonctionnaire français né le 11 novembre 1955 à Meknès (Maroc).

## Biographie
Ėlevé du lycée Marcel-Roby de Saint-Germain-en-Laye, il y obtient son baccalauréat en 1973. Son père travaillait à l'étranger pour une grande firme américaine. Un de ses arrière-grand-pères fut explorateur à Madagascar. 
ll sort diplômé de l’Institut d’études politiques de Paris en 1978, titulaire d'une licence de sciences économiques et entre à l’École nationale d’administration (promotion Henri-François d'Aguesseau) en 1980. 
Après sa sortie de l'ENA en 1982, il est administrateur de la Ville de Paris de 1982 à 1986.
De 1986 à 1988, il est conseiller technique au cabinet du ministre de la Culture, François Léotard ; il participe alors à l'élaboration de la loi relative à la liberté de communication, qui régit le CSA.
Entre 1988 et 1991, il est sous-directeur des affaires économiques à la direction des finances et des affaires économiques de la Ville de Paris, puis directeur du cabinet du secrétaire général.
De 1993 à 1995, il est directeur général de la Comédie-Française, avant de devenir secrétaire général du Conseil de Paris (1995-2000).
Entre 2000 et 2005, il est conseiller pour l’éducation, la culture et la communication à la présidence de la République.
En 2005, il intègre la Cour des comptes et y occupe successivement les postes de conseiller maître à la 4e chambre, responsable du secteur Affaires étrangères, premier avocat général au parquet général, président de chambre et rapporteur général.
De 2010 à 2011, il pilote le dossier de la distribution de la presse (Presstalis) et celui de la réforme des aides à la presse.
En 2017, il remet à Françoise Nyssen, ministre de la Culture, un rapport sur le Centre national de la musique.
En mai 2018, il est nommé président de chambre à la Cour des comptes et rapporteur général. 
Il dirige ainsi le service du rapport public et des programmes (SRPP) jusqu'en janvier 2019.
En janvier 2019, il est proposé à la présidence du CSA (intégré plus tard à l'ARCOM) par le président de la République, Emmanuel Macron, pour succéder à Olivier Schrameck. 
Après son audition par la commission des affaires culturelles de l'Assemblée nationale et son équivalent au Sénat, il est nommé, par décret du 2 février 2019, et prend ses fonctions le 4 février. 
Dans un entretien au journal le monde, il commence son mandat « dans une situation concurrentielle gravement déstabilisée », liée, en partie, à l'émergence des plates-formes comme Netflix, Facebook ou YouTube.
Le 1er janvier 2022, il devient président du collège de l'Arcom, dans la continuité de son ancien mandat au CSA, qui courait jusqu'en 2025. 
Il ferme la chaine C8 et NRJ12, 2 chaines TNT. 
À la suite de la nomination de  Martin Ajdari à la fonction de président de l'Arcom, il quitte ses fonctions le 2 février 2025. Il réintègre la Cour des comptes et est nommé président par intérim de la quatrième chambre.

## Prises de position
Dès 2019, son mandat vise à élargir les compétences de l’Arcom dans un rôle de contrôle du numérique en favorisant notamment un rapprochement avec Hadopi, pour réguler les plateformes numériques, lutter contre le piratage, protéger la création. 
Il s'assure que les sanctions financières soient reversées au Centre national du Cinéma. 
Il veille au contrôle de la pornographie pour les mineurs.
Il encourage une régulation « collaborative » en considérant l’Arcom comme un « tiers de confiance » garant des équilibres.
Il encourage une nouvelle approche de la régulation des grandes plateformes numériques, notamment avec Digital service act, entré en vigueur en août 2023.
Il prône également l'appel à l’intelligence artificielle notamment pour automatiser la lutte contre la propagation des discours de haine sur Internet. 
À partir de 2022, il initie un élargissement des missions de l'Arcom au contrôle de la pornographie, notamment en saisissant la justice pour demander le blocage de cinq sites pornographiques.
Il analyse un secteur profondément marqué par des transformations de gouvernance, des usages et des canaux de diffusion. 
Il déplore la fréquence des saisines des particuliers qu’il juge trop systématiques et insignifiantes, par exemple la polémique liée à Guillaume Meurice tout en étant attaché à la défense de la liberté d’expression et à la pluralité des opinions.

## Vie privée
Roch-Olivier Maistre est en couple avec Dominique Laurent, présidente de l'Agence française de lutte contre le dopage, de 2017 à 2023 et membre honoraire du Conseil d'Etat.

## Cour des comptes
- Conseiller maître à la 4e chambre, responsable du secteur Affaires étrangères (2005-2009)
- Premier avocat général au parquet général (2009-2012)
- Président de la 1re section (Affaires contentieuses) puis de la 3e section de la 4e chambre (Premier ministre, Justice, Affaires étrangères, Outre-mer) (2013-2018)
- Membre de la Cour de discipline budgétaire et financière (2014-2018)
- Président de chambre, rapporteur général (mai 2018)

### Autres fonctions exercées
- Président du Centre national du théâtre
- Président du Ballet national de Lorraine
- Médiateur du cinéma (2006-2011)
- Président du conseil d’administration de la Cité de la musique - Philharmonie de Paris (2007-2016)
- Président de la commission financière de la Fondation pour la mémoire de la Shoah (2006-2012)
- Administrateur de France Médias Monde (2009-2014)
- Président de l’Autorité de régulation de la distribution de la presse (2011-2016) puis membre de l’Autorité (2016-2019)
- Membre de la commission financière de l’Agence France-Presse (2015-2019)
- Administrateur du Festival de Cannes (2013-2019)
- Administrateur du Théâtre national de l’Odéon (depuis 2011) et du Théâtre du Vieux-Colombier (depuis 1997)
- Membre du Comité action publique 2022 (2017-2018)
- Missions diverses dans les domaines de la presse, du cinéma et de la musique

## Décorations
- Officier de la Légion d'honneur Il est fait chevalier le 5 mai 2006, et est promu officier le 14 avril 2017[19].
- Officier de l'ordre national du Mérite Il est fait chevalier le 3 avril 1996, et est promu officier le 13 mai 2011[20].
- Commandeur de l'ordre des Arts et des Lettres Il est promu au grade de commandeur le 9 juillet 2013[21].

## Articles de presse
- Interview au Monde (mars 2019) : « Roch-Olivier Maistre, président du CSA : « Il faut rééquilibrer les obligations entre les chaînes et les plates-formes.»
- Interview à Sud-Ouest (mars 2019) : "Le nouveau patron appelle à un "rééquilibrage" entre chaînes et plates-formes numériques."